# Asienspiele 2022/Karate
Bei den Asienspielen 2022 wurden vom 5. bis 8. Oktober 2023 insgesamt 14 Wettbewerbe im Karate ausgetragen, davon je sieben bei den Männern und bei den Frauen. Austragungsort war das Linping Sports Centre Gymnasium.

## Bilanz

### Medaillenspiegel
| Platz  | Land                         | Gold | Silber | Bronze | Gesamt |
| ------ | ---------------------------- | ---- | ------ | ------ | ------ |
| 1      | Kasachstan                   | 3    | 3      | 2      | 8      |
| 2      | Japan                        | 3    | —      | 1      | 4      |
| 3      | China                        | 2    | —      | 1      | 3      |
| 4      | Malaysia                     | 1    | 2      | —      | 3      |
| 5      | Kuwait                       | 1    | 1      | 2      | 4      |
| 5      | Vietnam                      | 1    | 1      | 2      | 4      |
| 7      | Chinesisch Taipeh            | 1    | 1      | —      | 2      |
| 8      | Iran                         | 1    | —      | 2      | 3      |
| 9      | Usbekistan                   | 1    | —      | —      | 1      |
| 10     | Jordanien                    | —    | 2      | 3      | 5      |
| 11     | Macau                        | —    | 2      | —      | 2      |
| 12     | Kirgisistan                  | —    | 1      | 2      | 3      |
| 13     | Nepal                        | —    | 1      | —      | 1      |
| 14     | Thailand                     | —    | —      | 2      | 2      |
| 15     | Brunei                       | —    | —      | 1      | 1      |
| 15     | Hongkong                     | —    | —      | 1      | 1      |
| 15     | Indonesien                   | —    | —      | 1      | 1      |
| 15     | Irak                         | —    | —      | 1      | 1      |
| 15     | Kambodscha                   | —    | —      | 1      | 1      |
| 15     | Palästina                    | —    | —      | 1      | 1      |
| 15     | Philippinen                  | —    | —      | 1      | 1      |
| 15     | Saudi-Arabien                | —    | —      | 1      | 1      |
| 15     | Südkorea                     | —    | —      | 1      | 1      |
| 15     | Turkmenistan                 | —    | —      | 1      | 1      |
| 15     | Vereinigte Arabische Emirate | —    | —      | 1      | 1      |
| Gesamt | Gesamt                       | 14   | 14     | 28     | 56     |

### Medaillengewinner

#### Kata
Männer
| Disziplin  | Gold                                       | Silber                                         | Bronze                                         | Bronze                                |
| ---------- | ------------------------------------------ | ---------------------------------------------- | ---------------------------------------------- | ------------------------------------- |
| Einzel     | Kazumasa Moto                              | Kuok Kin Hang                                  | Park Hee-jun Sayed al-Mosawi                   | Park Hee-jun Sayed al-Mosawi          |
| Mannschaft | JapanKazumasa Moto Ryuji Moto Koji Arimoto | MacauKuok Kin Hang Cheang Pei Lok Fong Man Hou | IrakBinar Salih Yusuf Mustafa Pazhar Hawramani | KuwaitMohammad Husain Sayed al-Mosawi |

Frauen
| Disziplin  | Gold                                                       | Silber                                                                 | Bronze                                                      | Bronze                                                |
| ---------- | ---------------------------------------------------------- | ---------------------------------------------------------------------- | ----------------------------------------------------------- | ----------------------------------------------------- |
| Einzel     | Kiyou Shimizu                                              | Lovelly Anne Robberth                                                  | Sakura Alforte Grace Lau                                    | Sakura Alforte Grace Lau                              |
| Mannschaft | VietnamNguyễn Thị Phương Nguyễn Ngọc Trâm Lưu Thị Thu Uyên | MalaysiaNaccy Rojin Niathalia Sherawinnie Yampil Robberth Lovelly Anne | BruneiShamrin Mohamad Rodhyatul binti Bakar Farhana Najeeha | KambodschaSreynuch Puthea Sreyda Oun Chhenghorng That |

#### Kumite
Männer
| Disziplin  | Gold                    | Silber                 | Bronze                                |
| ---------- | ----------------------- | ---------------------- | ------------------------------------- |
| Bis 60 kg  | Kaisar Alpysbay         | Abdullah Shaaban       | Abdullah Hammad Siwakon Muekthong     |
| Bis 67 kg  | Fahed Al-Ajmi           | Abdelrahman al-Masatfa | Bayry Bayryyev Didar Amirali          |
| Bis 75 kg  | Nurkanat Aschikanow     | Hasan Masarweh         | Nazim Nurlanov Ignatius Joshua Kandou |
| Bis 84 kg  | Muhammad Arif Afifuddin | Danijar Juldaschew     | Đỗ Thanh Nhân Mohammad Al-Jafari      |
| Über 84 kg | Sajjad Ganjzadeh        | Adilet Shadykanov      | Tareg Hamedi Teerawat Kangtong        |

Frauen
| Disziplin  | Gold              | Silber              | Bronze                       |
| ---------- | ----------------- | ------------------- | ---------------------------- |
| Bis 50 kg  | Gu Shiau-shuang   | Möldir Schangbyrbai | Sara Bahmanyar Hawraa Alajmi |
| Bis 55 kg  | Sevinch Rakhimova | Ku Tsui-ping        | Fatemeh Saadati Ding Jiamei  |
| Bis 61 kg  | Gong Li           | Nguyễn Thị Ngoan    | Assel Kanay Kymbat Toitonova |
| Bis 68 kg  | Li Qiaoqiao       | Laura Alikul        | Đinh Thị Hương Hala Alqadi   |
| Über 68 kg | Sofja Berulzewa   | Arika Gurung        | Joud al-Drous Yuzuki Sawae   |